# Capparis brachybotrya
Capparis brachybotrya är en kaprisväxtart som beskrevs av Hallier f. Capparis brachybotrya ingår i släktet Capparis och familjen kaprisväxter. Utöver nominatformen finns också underarten C. b. angustifolia.